# Todea incerta
Todea incerta är en insektsart som beskrevs av Heinrich Julius Tode 1966. Todea incerta ingår i släktet Todea och familjen hornstritar. Inga underarter finns listade i Catalogue of Life.